# Karin Lannby
Karin Tekla Maria Lannby, född 13 april 1916 i Linköping, död 19 november 2007 i Paris, var en svensk skådespelare, översättare, journalist och hemlig agent.

## Biografi
Karin Lannby växte, efter fadern journalisten Gunnar Lannbys bortgång 1919, upp i Ålsten i Bromma tillsammans med sin mor Lilly Lannby (1889–1976) och sin bror Sven (1913–1986). Modern blev på 1920-talet chef för det amerikanska filmbolaget Metro-Goldwyn-Mayers svenska agentur, och var dessutom delägare till Hotel Carlton i Stockholm. Genom henne blev Karin Lannby tidigt varse huvudstadens mondäna värld och hon åtföljde modern på lyxkryssningar och utlandsvistelser.
Under gymnasietiden i början av 1930-talet väcktes Karin Lannbys politiska intresse. Trots sin bakgrund gick hon som 15-åring och övertygad antifascist med i den socialistiska studentföreningen Clarté samt strax därefter i Sveriges kommunistiska ungdomsförbund. Hennes engagemang ledde till att hon, blott 20 år gammal, under spanska inbördeskriget verkade som frivillig tolk och sekreterare på ett sjukhus i Alcoy, i det republikanskt styrda Valencia, drivet av de svensk-norska hjälpkommittéerna. Under ett års tid vistades hon även i Barcelona, där hon också knöt kontakter med Komintern. Vid denna tid författade hon det som skulle bli diktsamlingen Cante Jondo, utgiven av Norstedts förlag 1937.

### Hemlig agent
Efter ett misslyckat uppdrag i Sydfrankrike i syfte att infiltrera Francotrogna grupper föll Lannby i onåd i den kommunistiska rörelsen och hon återvände till Sverige. Tack vare sina erfarenheter och internationella kontaktnät värvades hon efter andra världskrigets utbrott 1939 till den svenska försvarsstaben, och under kodnamnet ”Annette” rapporterade hon återkommande om sina iakttagelser från Stockholms nöjes- och diplomatkretsar. Hennes dossier kom till slut att samla mer än 1 300 maskinskrivna sidor med rapporter om 17 000 personer.

### Skådespelerska
Som skådespelerska medverkade Karin Lannby i flera filmer under de första krigsåren, bland annat i Rune Carlstens filmatisering av Hjalmar Söderbergs Doktor Glas från 1942, tillsammans med Georg Rydeberg. Under ett par år, 1940–1941, levde hon tillsammans med den två år yngre regissören och manusförfattaren Ingmar Bergman. I sin självbiografi Laterna Magica kallar Bergman henne ”Maria”, och hon lär ha varit förebilden till rollfiguren Ruth Köhler i filmen Kvinna utan ansikte (1947).
Efter andra världskrigets slut gifte hon sig i Sverige med sjömannen Rotislav Cyliakus (möjligen sovjetisk agent) men skilde sig efter tre år. Karin Lannby konverterade senare till katolicismen, gifte sig med en ”arbetarpräst”, Louis (”Loulou”) Bouyer, och bytte namn till Maria Bouyer. Hon utvandrade formellt 1952 till Paris i Frankrike, där hon gjorde några filmroller och arbetade som översättare på en bilfabrik och som journalist.

## Filmografi
- 1940 – Romans
- 1940 – Hanna i societén
- 1942 – Ta hand om Ulla
- 1942 – Gula kliniken
- 1942 – Doktor Glas
- 1943 – Fångad av en röst
- 1950 – Les enfants terribles

## Teater

### Roller
| År   | Roll                   | Produktion                     | Regi               | Teater                   |
| ---- | ---------------------- | ------------------------------ | ------------------ | ------------------------ |
| 1940 | Modren                 | Pelikanen August Strindberg    | Ingmar Bergman     | Stockholms studentteater |
| 1941 | Häxan                  | Elddonet H.C. Andersen         | Ingmar Bergman     | Sagoteatern              |
| 1941 | Fästmön                | En spöksonat August Strindberg | Ingmar Bergman     | Medborgarteatern         |
| 1941 | Prinsessan Forella     | Fågel blå Zacharias Topelius   | Ingmar Bergman     | Sagoteatern              |
| 1942 | Grevinnan Kometstjärna | Sniggel snuggel Torun Munthe   | Ingmar Bergman     | Sagoteatern              |
| 1942 | Anna                   | De tre dumheterna Torun Munthe | Ingmar Bergman     | Sagoteatern              |
| 1942 | Modern                 | Rödluvan Robert Bürkner        | Ingmar Bergman     | Sagoteatern              |
| 1942 | Sabrina                | Väninnor John Van Druten       | Harry Roeck-Hansen | Blancheteatern           |
| 1943 | Åttonde kvinnan        | U39 Rudolf Värnlund            | Ingmar Bergman     | Dramatikerstudion        |